# Mirage (film, 2018)
Pour les articles homonymes, voir Mirage (film).
Pour plus de détails, voir Fiche technique et Distribution.
Mirage (Durante la tormenta) est un thriller fantastique espagnol réalisé par Oriol Paulo, sorti en 2018.

## Synopsis
En 1989, durant une nuit d’orage, l’adolescent Nicola Sarte (Julio Bohigas-Couto) joue de la guitare devant son caméscope avant d’être interrompu par sa mère María (Mima Riera) qui part travailler. Plus tard, seul dans la maison, il entend des cris provenant de la maison des voisins et aperçoit des ombres très agitées. Pour en avoir le cœur net, il va chez eux, rentre, remarque des chaussures à talons aiguilles sur le sol de la cuisine et, dans l’entrée, découvre le corps inerte de sa voisine, Hilda Weiss (Clara Segura). Soudain, le mari de cette dernière, Ángel Prieto (Javier Gutiérrez), descend de l’escalier avec un couteau à la main. Le garçon prend peur et s'enfuit. Poursuivi par le mari, il se fait renverser par une voiture et meurt.
Vingt-cinq ans après, une famille s’installe dans la maison où habitaient l’adolescent et sa mère. En rangeant les affaires, Vera Roy (Adriana Ugarte) découvre le caméscope et une boîte remplie de cassettes audiovisuelles sur un vieux poste de télévision. Elle appelle son mari, David (Álvaro Morte), et leur fille pour regarder les cassettes : il s’agit des enregistrements personnels du jeune Nico Lasarte avant sa mort accidentelle, où on le voit faire de la musique. David tombe aussi sur un article parlant de ce qui est arrivé à Nico et en parle à Vera. Lors d'une nuit d’orage, Vera est réveillée par un son provenant du téléviseur, qui s’allume sur un journal télévisé des années 1980. Cela ne fait pas partie des enregistrements comme elle le présuppose au départ. Elle éteint le téléviseur mais celui-ci se rallume et montre Nico qui vient de mettre en marche son caméscope. Les deux parviennent à se voir et à communiquer à travers le téléviseur. Vera explique alors à Nico ce qui va lui arriver pour tenter d'empêcher le drame. Brusquement, tout s’éteint lorsque l’orage touche le paratonnerre.
Vera se réveille dans un hôpital et ne se souvient plus vraiment de ce qui est arrivé. Une infirmière la prévient qu’on l’attend dans une salle d’opération. Tout a changé : elle est docteure, et apprend que, dans sa vie réelle, elle n’a jamais eu un mari, encore moins une fille…

## Fiche technique
Sauf indication contraire, les informations mentionnées dans cette section peuvent être confirmées par la base de données cinématographiques IMDb,  présente dans la section « Liens externes ».
- Titre original : Durante la tormenta (littéralement « Pendant l'orage » ou « Durant la tempête »)
- Titre français : Mirage
- Réalisation : Oriol Paulo
- Scénario : Oriol Paulo et Lara Sendim
- Musique : Fernando Velázquez
- Direction artistique : Balter Gallart
- Décors : Jaime Anduiza
- Costumes : Anna Aguilà
- Photographie : Xavi Giménez
- Montage : Jaume Martí
- Production : Mercedes Gamero, Mikel Lejarza, Eneko Lizarraga et Jesus Ulled Nadal
- Sociétés de production : Atresmedia Cine, Colosé Producciones, Mirage Studio et Think Studio
- Sociétés de distribution : Warner Bros. Pictures (Espagne - sortie en salles) ; Netflix (France et pays divers)
- Pays d’origine :  Espagne
- Langue originale : espagnol
- Format : couleurs - 2,35:1 -
- Genre : thriller fantastique
- Durée : 128 minutes
- Dates de sortie :
  - Espagne : 13 novembre 2018 (avant-première à Barcelone) ; 30 novembre 2018 (sortie nationale)
  - Monde : 22 mars 2019 (Netflix)

## Distribution
- Adriana Ugarte (VF : Julie Cavanna) : Vera Roy
- Chino Darín (VF : Marc Arnaud) : l’inspecteur Leyra
- Javier Gutiérrez (VF : Pascal Casanova) : Ángel Prieto
- Álvaro Morte (VF : Anatole de Bodinat) : David Ortiz
- Nora Navas (VF : Anne Rondeleux) : Clara Medina
- Miquel Fernández (VF : Jean-Pierre Michaël) : Aitor Medina
- Clara Segura : Hilda Weiss
- Mima Riera (VF : Karine Foviau) : María Lasarte
- Aina Clotet (VF : Pauline Moingeon Vallès) : Úrsula
- Albert Pérez (VF : Michel Vigné) : Román
- Julio Bohigas-Couto (VF : Isaac Lobé Lebel) : Nico Lasarte, adolescent
- Francesc Orella (VF : Stefan Godin) : Dr Fell
- Ana Wagener (VF : Annie Le Youdec) : l’inspectrice Dimas
- Silvia Alonso (VF : Audrey Sourdive) : Mónica
- Belén Rueda (VF : Véronique Augereau) : Dr Sardón
- Luna Fulgencio : Gloria Ortiz

## Accueil
Mirage est présenté en avant-première le 13 novembre 2018 à Barcelone, avant sa sortie nationale le 30 novembre 2018 dans toute l’Espagne. Le 22 mars 2019, le film est mondialement distribué sur Netflix.